# Rebelde (2.ª temporada)
A segunda temporada de Rebelde, uma telenovela mexicana escrita por Pedro Damián e Pedro Armando Rodríguez e dirigida por Juan Carlos Muñoz, Luis Pardo e Felipe Nájera, estreou pelo Canal de las Estrellas entre 1 de agosto de 2005 e terminando em 13 de janeiro de 2006, após 120 episódios, sendo exibida entre às segundas e sextas-feiras, às 19:00.
Protagonizada por Anahí, Dulce María, Alfonso Herrera, Christopher Uckermann, Maite Perroni e Christian Chávez, enquanto os protagonistas adultos foram Ninel Conde, Juan Ferrara e Leticia Perdigón e antagonizada por Enrique Rocha, Karla Cossío, Tony Dalton e Fuzz, além das as atuações estrelares de Angelique Boyer, Estefanía Villarreal Zoraida Gómez, Eddy Vilard, Diego Boneta e da consagrada atriz Lourdes Canale.

## Sinopse
Pascoal Gandía (Felipe Nájera) espera o conflitivo quarto ano (agora definido como quinto) com algumas mudanças. Por um lado resolveu instalar câmeras nas salas de aula, e por outro, decidiu aumentar as aulas de educação física para que os jovens extravasem sua rebeldia nos esportes. Por sua vez, os garotos, que durante o ano anterior conseguiram se manter como um grupo, apesar das diferencias sociais e individuais, verão como essa união é posta a prova com a chegada de garotos que entram para o segundo e quinto ano do Elite Way. Eles são: Leonardo (Eleazar Gómez), Sol (Fuzz), Mauricio (Ernesto Díaz), Rocco (Diego Boneta), Lola (Viviana Ramos), Bianca (Allison Lozano), Dante (Marco Antonio Valdés) e Augustina (Georgina Salgado). Mais tarde, entram Isaac (Antonio Sainz) e Santos (Derrick James). Os antigos garotos mudaram nas férias. Mia (Anahí) e Miguel (Alfonso Herrera) viverão seu maravilhoso sonho de amor, que ameaça se transformar em um pesadelo com a volta ao "mundo real", onde as famosas discussões e reconciliações voltam a acontecer. Quanto a Roberta (Dulce María) e Diego (Christopher Uckermann), voltarão a se enfrentar até a morte, ambos buscarão consolo nos braços de diferentes pessoas, sem, contudo, obtê-lo. Os dois sofrem mudanças importantes. Diego acha que sua mãe o abandonou e se transforma em uma cópia de seu pai. Roberta, por sua vez, tenta descarregar sua rebeldia em uma tarefa solidária, graças a aparição de Martín/Otávio Reverte (Lisardo Guarinos), um novo professor. Reverte não é professor, mas simula ser para ficar perto de Roberta já que na realidade, é seu pai. Martín, sem perceber, terá com os garotos uma grande e positiva influência, o que não acontecera com Júlia Lozano (Lourdes Reyes), a professora de literatura e ex-aluna do Elite Way. Quanto a banda, no primeiro momento, os integrantes do RBD voltaram a se unir, mas desta vez não se aceitam cantar na clandestinidade. É tão forte o sentimento pelo grupo que lutam por ele, contra tudo. Logo se dão conta que o "exterior" não é o inimigo mais forte. O que atenta contra a união do grupo são eles mesmos e os diferentes estágios pelo qual vão passando em sua vida pessoal. Cada um dos garotos vai enfrentar diversos conflitos que levarão os rebeldes do Elite Way a aproximação do objetivo que os desvia e os preocupa: saber quem são e o que querem para suas vidas.

## Elenco

### Principal
- Anahí como Mia Colucci Cárceres
- Dulce María como Roberta Alexandra Maria Pardo Rey
- Alfonso Herrera como Miguel Arango Cervera
- Christopher Uckermann como Diego Bustamante Dregh
- Maite Perroni como Guadalupe "Lupita" Fernández
- Christian Chávez como Juan "Giovanni" Méndez López
- Ninel Conde como Alma Rey
- Juan Ferrara como Franco Colucci
- Enrique Rocha como León Bustamante
- Leticia Perdigón como Mayra Fernández
- Zoraida Gómez como Josy Luján Landeros
- Estefania Villareal como Celina Ferreira Mitre
- Angelique Boyer como Victoria "Vico" Paz Millán
- Diego Boneta como Rocco Bezaury
- Karla Cossío como Pilar Gandía Rosalez
- Fuzz como Sol de la Riva
- Tony Dalton como Gastón Diestro
- Eddy Vilard como Teodoro "Téo" Ruiz-Palácios
- Derrick James como Diego "Santos" Fontes Echagüe
- Jack Duarte como Tomás Goycoléa Kantun
- Viviana Ramos como Dolores "Lola" Fernández Arregui
- Allison Lozano como Bianca Delight Abril
- Felipe Nájera como Pascoal Gandía Pérez
- María Fernanda García como Alice Salazar
- Lourdes Reyes como Júlia Lozano
- Eleazar Gómez como Francisco Leonardo Blanco Goycoléa
- Rafael Inclán como Guillermo Arregui

### Recorrente
- Nailea Norvind como Marina Cárceres
- Lisardo Guarinos como Martin/Otávio Reverte
- Claudia Schmidt como Sabrina Guzman
- Tiare Scanda como Galia Rosales de Gandía
- Fernanda Polín como Raquel Sender Ramos Byron
- Michelle Renaud como Jaqueline "Jaque" Peneda
- Antonio Sainz como Isaac Urcola dos Santos
- Pedro Weber como Peter
- Georgina Salgado como Augusta "Augustina" Lauman Medeiros
- Cynthia Copelli como Mabel Dregh de Bustamante
- Ernesto Díaz como Maurício Garza Alebrija
- Mariana Ríos como Viviana Fernández Arregui
- Grisel Margarita como Anita
- Marco Antonio Valdés como Dante

## Exibição
No Brasil
Foi transmitida originalmente pelo SBT entre 31 de março e 03 de agosto de 2006, em 122 capítulos, substituindo a primeira temporada e sendo substituída pela terceira temporada.
Foi reprisada pelo SBT entre 23 de junho e 03 de dezembro de 2014, em 118 capítulos, substituindo a primeira temporada e sendo substituída pela terceira temporada.
A segunda temporada estreou em 7 de março de 2024 na plataforma brasileira de streaming Globoplay.

## Episódios
Créditos:
| N.º geral | N.º na temp. | Título         | Exibição original      |
| --------- | ------------ | -------------- | ---------------------- |
| 216       | 1            | "Capítulo 1"   | 1 de agosto de 2005    |
| 217       | 2            | "Capítulo 2"   | 2 de agosto de 2005    |
| 218       | 3            | "Capítulo 3"   | 3 de agosto de 2005    |
| 219       | 4            | "Capítulo 4"   | 4 de agosto de 2005    |
| 220       | 5            | "Capítulo 5"   | 5 de agosto de 2005    |
| 221       | 6            | "Capítulo 6"   | 8 de agosto de 2005    |
| 222       | 7            | "Capítulo 7"   | 9 de agosto de 2005    |
| 223       | 8            | "Capítulo 8"   | 10 de agosto de 2005   |
| 224       | 9            | "Capítulo 9"   | 11 de agosto de 2005   |
| 225       | 10           | "Capítulo 10"  | 12 de agosto de 2005   |
| 226       | 11           | "Capítulo 11"  | 15 de agosto de 2005   |
| 227       | 12           | "Capítulo 12"  | 16 de agosto de 2005   |
| 228       | 13           | "Capítulo 13"  | 17 de agosto de 2005   |
| 229       | 14           | "Capítulo 14"  | 18 de agosto de 2005   |
| 230       | 15           | "Capítulo 15"  | 19 de agosto de 2005   |
| 231       | 16           | "Capítulo 16"  | 22 de agosto de 2005   |
| 232       | 17           | "Capítulo 17"  | 23 de agosto de 2005   |
| 233       | 18           | "Capítulo 18"  | 24 de agosto de 2005   |
| 234       | 19           | "Capítulo 19"  | 25 de agosto de 2005   |
| 235       | 20           | "Capítulo 20"  | 26 de agosto de 2005   |
| 236       | 21           | "Capítulo 21"  | 29 de agosto de 2005   |
| 237       | 22           | "Capítulo 22"  | 30 de agosto de 2005   |
| 238       | 23           | "Capítulo 23"  | 31 de agosto de 2005   |
| 239       | 24           | "Capítulo 24"  | 1 de setembro de 2005  |
| 240       | 25           | "Capítulo 25"  | 2 de setembro de 2005  |
| 241       | 26           | "Capítulo 26"  | 5 de setembro de 2005  |
| 242       | 27           | "Capítulo 27"  | 6 de setembro de 2005  |
| 243       | 28           | "Capítulo 28"  | 7 de setembro de 2005  |
| 244       | 29           | "Capítulo 29"  | 8 de setembro de 2005  |
| 245       | 30           | "Capítulo 30"  | 9 de setembro de 2005  |
| 246       | 31           | "Capítulo 31"  | 12 de setembro de 2005 |
| 247       | 32           | "Capítulo 32"  | 13 de setembro de 2005 |
| 248       | 33           | "Capítulo 33"  | 14 de setembro de 2005 |
| 249       | 34           | "Capítulo 34"  | 15 de setembro de 2005 |
| 250       | 35           | "Capítulo 35"  | 16 de setembro de 2005 |
| 251       | 36           | "Capítulo 36"  | 19 de setembro de 2005 |
| 252       | 37           | "Capítulo 37"  | 20 de setembro de 2005 |
| 253       | 38           | "Capítulo 38"  | 21 de setembro de 2005 |
| 254       | 39           | "Capítulo 39"  | 22 de setembro de 2005 |
| 255       | 40           | "Capítulo 40"  | 23 de setembro de 2005 |
| 256       | 41           | "Capítulo 41"  | 26 de setembro de 2005 |
| 257       | 42           | "Capítulo 42"  | 27 de setembro de 2005 |
| 258       | 43           | "Capítulo 43"  | 28 de setembro de 2005 |
| 259       | 44           | "Capítulo 44"  | 29 de setembro de 2005 |
| 260       | 45           | "Capítulo 45"  | 30 de setembro de 2005 |
| 261       | 46           | "Capítulo 46"  | 3 de outubro de 2005   |
| 262       | 47           | "Capítulo 47"  | 4 de outubro de 2005   |
| 263       | 48           | "Capítulo 48"  | 5 de outubro de 2005   |
| 264       | 49           | "Capítulo 49"  | 6 de outubro de 2005   |
| 265       | 50           | "Capítulo 50"  | 7 de outubro de 2005   |
| 266       | 51           | "Capítulo 51"  | 10 de outubro de 2005  |
| 267       | 52           | "Capítulo 52"  | 11 de outubro de 2005  |
| 268       | 53           | "Capítulo 53"  | 12 de outubro de 2005  |
| 269       | 54           | "Capítulo 54"  | 13 de outubro de 2005  |
| 270       | 55           | "Capítulo 55"  | 14 de outubro de 2005  |
| 271       | 56           | "Capítulo 56"  | 17 de outubro de 2005  |
| 272       | 57           | "Capítulo 57"  | 18 de outubro de 2005  |
| 273       | 58           | "Capítulo 58"  | 19 de outubro de 2005  |
| 274       | 59           | "Capítulo 59"  | 20 de outubro de 2005  |
| 275       | 60           | "Capítulo 60"  | 21 de outubro de 2005  |
| 276       | 61           | "Capítulo 61"  | 24 de outubro de 2005  |
| 277       | 62           | "Capítulo 62"  | 25 de outubro de 2005  |
| 278       | 63           | "Capítulo 63"  | 26 de outubro de 2005  |
| 279       | 64           | "Capítulo 64"  | 27 de outubro de 2005  |
| 280       | 65           | "Capítulo 65"  | 28 de outubro de 2005  |
| 281       | 66           | "Capítulo 66"  | 31 de outubro de 2005  |
| 282       | 67           | "Capítulo 67"  | 1 de novembro de 2005  |
| 283       | 68           | "Capítulo 68"  | 2 de novembro de 2005  |
| 284       | 69           | "Capítulo 69"  | 3 de novembro de 2005  |
| 285       | 70           | "Capítulo 70"  | 4 de novembro de 2005  |
| 286       | 71           | "Capítulo 71"  | 7 de novembro de 2005  |
| 287       | 72           | "Capítulo 72"  | 8 de novembro de 2005  |
| 288       | 73           | "Capítulo 73"  | 9 de novembro de 2005  |
| 289       | 47           | "Capítulo 74"  | 10 de novembro de 2005 |
| 290       | 75           | "Capítulo 75"  | 11 de novembro de 2005 |
| 291       | 76           | "Capítulo 76"  | 14 de novembro de 2005 |
| 292       | 77           | "Capítulo 77"  | 15 de novembro de 2005 |
| 293       | 78           | "Capítulo 78"  | 16 de novembro de 2005 |
| 294       | 79           | "Capítulo 79"  | 17 de novembro de 2005 |
| 295       | 80           | "Capítulo 80"  | 18 de novembro de 2005 |
| 296       | 81           | "Capítulo 81"  | 21 de novembro de 2005 |
| 297       | 82           | "Capítulo 82"  | 22 de novembro de 2005 |
| 298       | 83           | "Capítulo 83"  | 23 de novembro de 2005 |
| 299       | 84           | "Capítulo 84"  | 24 de novembro de 2005 |
| 300       | 85           | "Capítulo 85"  | 25 de novembro de 2005 |
| 301       | 86           | "Capítulo 86"  | 28 de novembro de 2005 |
| 302       | 87           | "Capítulo 87"  | 29 de novembro de 2005 |
| 303       | 88           | "Capítulo 88"  | 30 de novembro de 2005 |
| 304       | 89           | "Capítulo 89"  | 1 de dezembro de 2005  |
| 305       | 90           | "Capítulo 90"  | 2 de dezembro de 2005  |
| 306       | 91           | "Capítulo 91"  | 5 de dezembro de 2005  |
| 307       | 92           | "Capítulo 92"  | 6 de dezembro de 2005  |
| 308       | 93           | "Capítulo 93"  | 7 de dezembro de 2005  |
| 309       | 94           | "Capítulo 94"  | 8 de dezembro de 2005  |
| 310       | 95           | "Capítulo 95"  | 9 de dezembro de 2005  |
| 311       | 96           | "Capítulo 96"  | 12 de dezembro de 2005 |
| 312       | 97           | "Capítulo 97"  | 13 de dezembro de 2005 |
| 313       | 98           | "Capítulo 98"  | 14 de dezembro de 2005 |
| 314       | 99           | "Capítulo 99"  | 15 de dezembro de 2005 |
| 315       | 100          | "Capítulo 100" | 16 de dezembro de 2005 |
| 316       | 101          | "Capítulo 101" | 19 de dezembro de 2005 |
| 317       | 102          | "Capítulo 102" | 20 de dezembro de 2005 |
| 318       | 103          | "Capítulo 103" | 21 de dezembro de 2005 |
| 319       | 104          | "Capítulo 104" | 22 de dezembro de 2005 |
| 320       | 105          | "Capítulo 105" | 23 de dezembro de 2005 |
| 321       | 106          | "Capítulo 106" | 26 de dezembro de 2005 |
| 322       | 107          | "Capítulo 107" | 27 de dezembro de 2005 |
| 323       | 108          | "Capítulo 108" | 28 de dezembro de 2005 |
| 324       | 109          | "Capítulo 109" | 29 de dezembro de 2005 |
| 325       | 110          | "Capítulo 110" | 30 de dezembro de 2005 |
| 326       | 111          | "Capítulo 111" | 2 de janeiro de 2006   |
| 327       | 112          | "Capítulo 112" | 3 de janeiro de 2006   |
| 328       | 113          | "Capítulo 113" | 4 de janeiro de 2006   |
| 329       | 114          | "Capítulo 114" | 5 de janeiro de 2006   |
| 330       | 115          | "Capítulo 115" | 6 de janeiro de 2006   |
| 331       | 116          | "Capítulo 116" | 9 de janeiro de 2006   |
| 332       | 117          | "Capítulo 117" | 10 de janeiro de 2006  |
| 333       | 118          | "Capítulo 118" | 11 de janeiro de 2006  |
| 334       | 119          | "Capítulo 119" | 12 de janeiro de 2006  |
| 335       | 120          | "Capítulo 120" | 13 de janeiro de 2006  |

## Trilha sonora
A trilha sonora da segunda temporada foi o segundo álbum de estúdio da banda RBD, o Nuestro Amor. A canção-título que leva o nome do álbum foi a primeira utilizada como abertura, mostrando imagens dos atores uniformizados no colégio. "Este Corazón", "Aún Hay Algo" e "Tras de Mí" também foram tema de abertura. "Una Canción" – canção interpretada pelo integrante Christian Chávez – chegou a ser utilizada como trilha sonora na voz da atriz e cantora Dulce María, porém a versão com a cantora nunca foi lançada oficialmente.